# Colocleora indivisa
Colocleora indivisa là một loài bướm đêm trong họ Geometridae.